# Thermonotus
Thermonotus is een kevergeslacht uit de familie van de boktorren (Cerambycidae). De wetenschappelijke naam van het geslacht werd voor het eerst geldig gepubliceerd in 1888 door Gahan.

## Soorten
Thermonotus omvat de volgende soorten:
- Thermonotus apicalis (Ritsema, 1881)
- Thermonotus cylindricus Aurivillius, 1911
- Thermonotus nigripennis Ritsema, 1896
- Thermonotus nigripes Gahan, 1888
- Thermonotus nigriventris Breuning, 1959
- Thermonotus pasteuri Ritsema, 1890
- Thermonotus ruber (Pic, 1923)
- Thermonotus rufipes Breuning, 1958